# Johann Gerhard Reinhard Andreae
Johann Gerhard Reinhard Andreae (vers le 17 décembre 1724 - 1er mai 1793), souvent connu sous le nom de J.G.R. Andreae ou I.G.R Andreae, est un naturaliste hanovrien, chimiste, géologue, pharmacien de cour (Hofapotheker) et alchimiste au siècle des Lumières. Reconnu internationalement comme polymathe, il est connu dans toute l'Europe en particulier pour ses vastes collections d'histoire naturelle et pour ses travaux scientifiques pionniers sur les sols et leurs utilisations pour l'agriculture moderne. Il est l'ami de nombreux grands scientifiques de l'époque, tels que Benjamin Franklin, Pieter van Musschenbroek et George Kearsley Shaw. Le genre Andreaea, le genre type de la famille des Andreaeaceae des mousses, est nommé en son honneur par son ami, le botaniste Jakob Friedrich Ehrhart.

## Biographie
Il est né à Hanovre, le fils et l'un des deux enfants du riche pharmacien de la cour Leopold Andreae (1686–1730), propriétaire de la pharmacie Andreae (Andreae & Co.), et de Katharina Elisabeth Rosenhagen (décédée en 1752). Son grand-père est le pharmacien Ernst Leopold Andreae (né vers 1640). La pharmacie Andreae a été fondée en 1639 avec un privilège ducal de Christian-Louis de Brunswick-Lunebourg et reprise par son arrière-grand-père Johann Andreae en 1645. Elle dessert la cour ducale et est la pharmacie officielle de la cour.

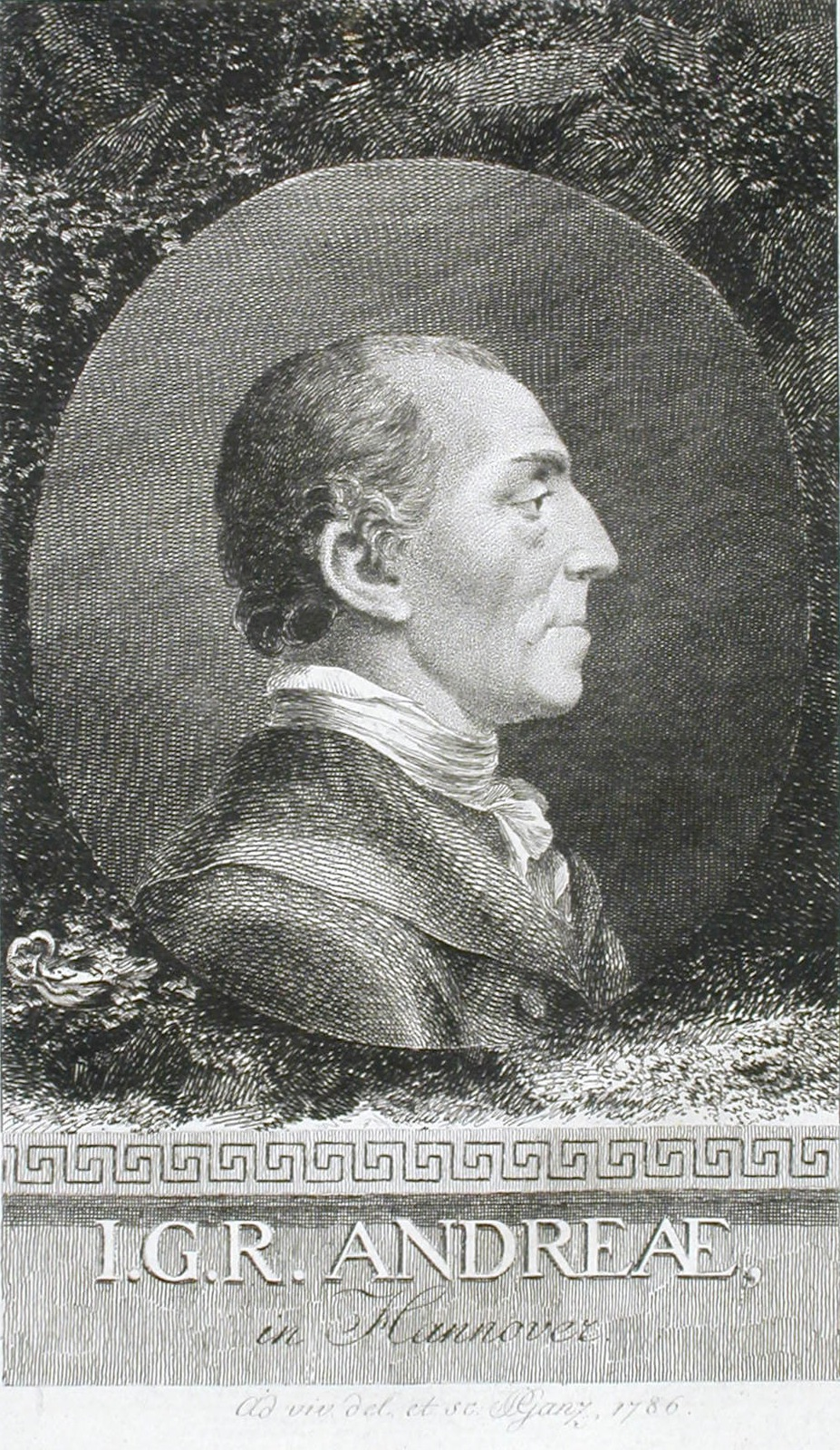
Gravure de JGR Andreae

Son père meurt prématurément et il est élevé par sa mère, "une femme très active, intelligente et juste", qui s'arrange pour qu'il reçoive une éducation extraordinairement bonne pour son époque. Il étudie toutes les sciences et apprend toutes les langues importantes de l'Europe du XVIIIe siècle. Andreae apprend l'art de la pharmacie dans sa pharmacie familiale, qui à l'époque est dirigée par le pharmacien de la cour Ruge de Celle. Poussé par le médecin de la cour P.G. Werlhof (1699-1767) à étudier les sciences naturelles, il étudie la géologie et la chimie sous Johann Heinrich Pott à Berlin, la chimie, la minéralogie et la métallurgie sous Johann Andreas Cramer à Blankenbourg et la chimie sous Hieronymus David Gaubius à Leyde. En 1747, il devient chef de la pharmacie familiale de Hanovre, à l'époque encore propriété de sa mère. Sa mère lui en cède officiellement la propriété en 1751, peu avant sa mort. En novembre 1751, il épouse Sophie Müller (1728–1795). Le mariage est heureux, mais ils n'ont pas d'enfants.
En 1763, il entreprend une expédition scientifique à travers la Suisse, pour étudier les herbiers, les collections de fossiles et de cristaux, les bassins d'évaporation du sel, les sources chaudes et les glaciers. Ses lettres de Suisse sont publiées de 1764 à 1765 dans le Hannoversche Magazin et sous forme de livre à Zurich en 1776. Il est très apprécié par le gouvernement de Hanovre qui lui demande souvent conseil. À la demande du prince électeur de Hanovre, il étudie un grand nombre de types de sols et leurs utilisations pour l'agriculture. En 1767, il publie son Alchemistische Briefe, avec de nombreuses idées pharmaceutiques. Entre 1778 et 1781, il emploie Jakob Friedrich Ehrhart (un élève de Carl von Linné) pour organiser ses collections d'histoire naturelle, dont un herbier et une collection de graines. Il écrit aussi de la poésie et est mélomane.
Il est l'ami de nombreux contemporains célèbres qu'il a rencontrés lors de ses voyages - parmi lesquels Pieter van Musschenbroek, Jean André Deluc, Benjamin Franklin, George Kearsley Shaw et Philipp Friedrich Gmelin (de) - et correspond régulièrement avec eux. Ses collections d'histoire naturelle sont connues dans toute l'Europe. Il est aussi un grand admirateur de Gottfried Wilhelm Leibniz.
Sa sœur unique Sophie Elisabeth Andreae (1730–1764) est mariée au banquier devenu directeur de théâtre Abel Seyler, qui devient « le principal mécène du théâtre allemand » de son vivant. Andreae considère son beau-frère avec un certain scepticisme. Comme sa sœur meurt en 1764 et que son mari se consacre entièrement au théâtre, leurs trois enfants - Abel Seyler le Jeune, Ludwig Erdwin Seyler et Sophie Seyler, mariée plus tard au poète Johann Anton Leisewitz - sont élevés par Andreae et sa femme à partir de 1764, et ils sont décrits comme des parents aimants pour les enfants de sa sœur. Lorsque la compagnie théâtrale Seyler est au bord de la faillite vers 1770, Andreae rembourse également ses dettes substantielles pour sauver la compagnie, après que le célèbre acteur Konrad Ekhof (de) ait appelé à l'aide, mais exige que son beau-frère n'ait pas son mot à dire dans les affaires économiques à partir de là.
Andreae refuse d'adhérer à plusieurs sociétés scientifiques, car il considère ces honneurs comme du «charlatanisme savant».
La famille Andreae est l'une des familles les plus appréciées de Hanovre. Décrit comme gentil et généreux envers tout le monde, J.G.R. Andreae en particulier est l'un des principaux bienfaiteurs de la ville de son vivant.

## Travaux
- Briefe aus der Schweiz nach Hannover geschrieben, in dem Jahre 1763 ( En ligne )
- Alchemistische Briefe, 1767
- Abhandlung über eine beträchtliche Anzahl Erdorten, aus Sr. Majestät deutschen Landen etc. Und von derselben Gebrauch, für den Landwirth , 1769